# Sandra Verda
Sandra Verda (Genova, 30 giugno 1959 – Voltaggio, 10 settembre 2014) è stata una scrittrice e fumettista italiana.

## Biografia
Nata a Genova il 30 giugno 1959 si ammalò giovanissima di cancro (esperienza che racconterà nel bestseller d'esordio Il male addosso, Premio Rapallo Carige per la donna scrittrice 1995). Dopo la laurea in lettere e il diploma all'istituto per l'Arte e il Restauro di Firenze, iniziò a collaborare con la Walt Disney come soggettista e sceneggiatrice di fumetti. Collaboratrice del trimestrale femminista Marea, pubblicò il secondo romanzo nel 1997 (All'ombra dei girasoli). Morì  a causa di un infarto nella sua casa a Voltaggio tra il 7 e il 10 settembre del 2014.

## Opere

### Romanzi
- Il male addosso, Bollati Boringhieri, 1995.
- All'ombra dei girasoli, Frassinelli, 1997.

### Sceneggiature Disney
- 1991, Topolino e la dimensione F (in Topolino n. 1877)
- 1992, Sior Papero Brontolon (in Topolino n. 1910)
- 1992, Paperin Pestello e la via della Indie (in Topolino n. 1918)
- 1993, Zio Paperone alla ricerca del tesoro perduto (in Topolino n. 1941)[2]